# Alano espagnol
Pour les articles homonymes, voir Alano.
L'Alano espagnol est une race de chien de type dogue, d'origine espagnole.

## Description
Taille moyenne.

## Histoire
Ce chien fut introduit en Espagne au Ve siècle par un peuple de cavaliers nomades d'origine aryenne, les Alains (Alanos en espagnol) qui utilisaient ce type de molosse pour garder leur bétail. Ils les utilisaient également lors de leurs expéditions militaires.
Cette race a été reconnue en 2004 par la Société canine royale d'Espagne.